# Riverton (Utah)
Riverton es una ciudad ubicada en el condado de Salt Lake en el estado estadounidense de Utah. En el año 2000 tenía una población de 23 011 habitantes. Se encuentra a poca distancia al sureste del Gran Lago Salado.

## Geografía
Riverton se encuentra ubicado en las coordenadas 40°31′14″N 111°57′19″O / 40.52056, -111.95528. Según la Oficina del Censo, la localidad tiene un área total de 32,6 km² (12,6 mi²), de la cual toda es tierra.

## Demografía
Según la Oficina del Censo en 2000, había 23.011 personas residentes en el lugar, 96,45% de los cuales eran personas de raza blanca. Los ingresos medios por hogar en la localidad eran de $63,980, y los ingresos medios por familia eran $65,330. Los hombres tenían unos ingresos medios de $42,344 frente a los $26,710 para las mujeres. La renta per cápita para la localidad era de $17,643. Alrededor del 2.6% de la población de Riverton estaba por debajo del umbral de pobreza.